# Відносини Японія — Європейський Союз
Відносини між Європейським Союзом (ЄС) і Японією починаються з 1959 року. Вони мають міцні торгові відносини, особливо в інвестиційних потоках.

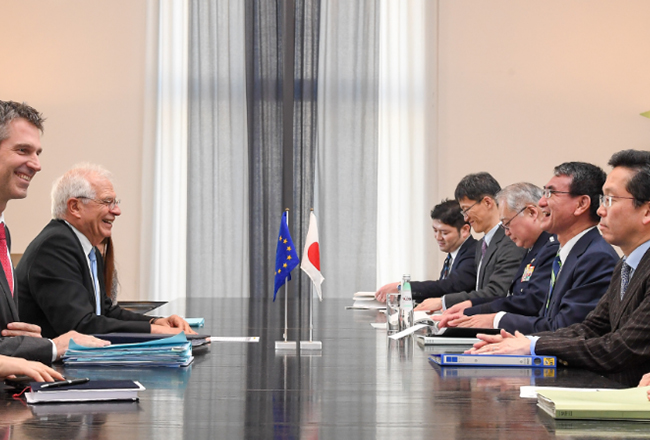
Міністр оборони Таро Коно та Високий представник Європейського Союзу з питань закордонних справ і політики безпеки Жозеп Боррелл на MSC 2020

1 лютого 2019 року набула чинності Угода про економічне партнерство між Європейським Союзом та Японією (EPA), найбільша у світі відкрита економічна зона, що охоплює третину світової економіки.

## Історія
У 1959 році посол Японії в Бельгії був акредитований як перший представник Японії в Європейських Співтовариствах (що пізніше в 1993 році стане ЄС). Однак створення європейської делегації в Токіо тривало до 1974 року. У 1984 році відбулася перша міністерська зустріч між двома сторонами (перший саміт відбувся в 1991 році).
Хоча культурні та неекономічні зв’язки із Західною Європою значно зросли протягом 1980-х років, економічний зв’язок залишався найважливішим елементом японсько-західноєвропейських відносин протягом усього десятиліття. Події в західноєвропейських відносинах, а також політичні, економічні чи навіть військові питання були темами, які хвилювали більшість японських коментаторів через безпосередні наслідки для Японії. Основні питання зосереджені на впливі майбутнього західноєвропейського економічного об’єднання на торгівлю, інвестиції та інші можливості Японії в Західній Європі. Деякі західноєвропейські лідери прагнули обмежити доступ Японії до нещодавно інтегрованого Європейського Союзу (до листопада 1993 року Європейське Співтовариство ), але інші були відкриті для японської торгівлі та інвестицій. Частково у відповідь на зміцнення економічних зв’язків між країнами Західної Європи та на Північноамериканську угоду про вільну торгівлю США, Канади та Мексики, Японія та інші країни Азіатсько-Тихоокеанського краю почали рухатися наприкінці 1980-х до розширення економічного співробітництва. У 1987 році уряд Японії (METI) і Європейська комісія (Генеральний директорат з питань підприємств і промисловості) заснували Європейсько-японський центр промислового співробітництва, неприбуткову організацію, спрямовану на розширення всіх форм промислового, торгового та інвестиційного співробітництва між Японією. та ЄС. 18 липня 1991 року, після кількох місяців важких переговорів, прем'єр-міністр Японії Тошікі Кайфу підписав спільну заяву з прем'єр-міністром Нідерландів і головою Європейської ради Руудом Любберсом і з президентом Європейської комісії Жаком Делором, пообіцявши зблизитися з японцями. Представники міністерства закордонних справ Японії сподівалися, що ця угода допоможе розширити політичні зв’язки Японії та Європейського співтовариства та підняти їх за вузькі рамки торгових суперечок.

## Політичні відносини та угоди
ЄС і Японія поділяють цінності демократії, прав людини та ринкової економіки. Обидва є глобальними акторами та співпрацюють на міжнародних форумах. Вони також співпрацюють у регіонах один одного: Японія сприяє відбудові західних Балкан, а ЄС підтримує міжнародні зусилля щодо підтримки миру в Кореї та решті Азії.
Відносини між ЄС і Японією базуються на двох документах: Спільній декларації 1991 року та Плані дій щодо співробітництва ЄС та Японії 2001 року. Між ними також існує ряд форумів, включаючи щорічний саміт лідерів та міжпарламентський орган. Обидві сторони погодилися працювати над глибокою та всеосяжною угодою про вільну торгівлю, яка обговорювалася на 42-му саміті G7 27 травня 2016 року. Наразі обидві сторони підписали чотири угоди;
- Угода ЄС-Японія про взаємне визнання (набула чинності 1 січня 2002 р.)
- Угода про співробітництво у сфері антиконкурентної діяльності (прийнята 16 червня 2003 р.)
- Угода про науку та технології між ЄС та Японією (підписана 30 листопада 2009 р.)
- Угода про співробітництво та взаємну адміністративну допомогу (набула чинності 1 лютого 2008 р.)

8 грудня 2017 року Японія та Європейський Союз остаточно підписали Угоду про економічне партнерство після досягнення принципової угоди в липні 2017 року.
Угода про економічне партнерство між ЄС та Японією була офіційно підписана 17 липня 2018 року, ставши найбільшою двосторонньою угодою про вільну торгівлю у світі, створивши відкриту торговельну зону, яка охоплює майже одну третину світового ВВП.

## Торгівля
Японія та ЄС є членами Угоди про економічне партнерство між Європейським Союзом та Японією (EPA), найбільшої відкритої економічної зони світу, яка охоплює третину світової економіки з 1 лютого 2019 року. Японія є 6-м за величиною експортним ринком ЄС (3,3% у 2018 році з вартістю 64,75 євро мільярд). Експорт ЄС представлений насамперед машинами та транспортним обладнанням (31,3%), хімічною продукцією (14,1%) та сільськогосподарською продукцією (11,0%). Незважаючи на глобальне зростання експорту ЄС, з 2006 року експорт ЄС до Японії дещо скорочується. У 2009 році через світову фінансову кризу експорт впав на 14,7%; однак у 2010 році вони знову відновилися на 21,3%. Японія також є 6-м за величиною джерелом імпорту в ЄС (3,6% у 2018 році з вартістю 70,47 євро мільярд).  Японський експорт до Європи – це насамперед машини та транспортне обладнання (66,7%). ЄС є 3-м за величиною торговельним партнером Японії (11,1% імпорту, 13,3% експорту).
Тенденція в торгівлі товарами з 2000 року характеризується значним скороченням дефіциту торгівлі ЄС-27 з Японією через помітне падіння частки останньої в загальному імпорті ЄС з 9,3% у 2000 році до 3,6% у 2012 році. Детальніше дивіться в таблиці нижче:
У 2013 році автовиробники з ЄС експортували 245 363 автомобілів на суму 6,4 євро. млрд. З іншого боку, 365 897 автомобілів на 5,7 євро млрд було імпортовано з Японії.
| Напрямок торгівлі | 2000 рік | 2001 рік | 2002 рік | 2003 рік | 2004 рік | 2005 рік | 2006 рік | 2007 рік |
| ----------------- | -------- | -------- | -------- | -------- | -------- | -------- | -------- | -------- |
| ЄС до Японії      | 45.5     | 45.5     | 43.5     | 41.0     | 43.4     | 43.7     | 44.7     | 43.7     |
| Японії до ЄС      | 92.1     | 81.1     | 73.7     | 72.4     | 74.7     | 74.1     | 78.2     | 78.9     |
| Баланс            | −46,6    | −35,6    | −30,2    | −31,4    | −31,3    | −30,4    | −33,5    | −35,3    |

У період з 2009 по 2011 рік торгівля комерційними послугами між двома партнерами зросла, при цьому ЄС зберігав стабільне профіцит, а частка Японії в загальному імпорті ЄС також залишалася стабільною на рівні трохи більше 3%.
| Напрямок торгівлі         | 2009 рік | 2010 рік | 2011 рік |
| ------------------------- | -------- | -------- | -------- |
| ЄС до Японії мільярд євро | 18.6     | 19.8     | 21.8     |
| Японії до ЄС мільярд євро | 13.4     | 15.2     | 15.9     |
| Баланс                    | 5.2      | 4.6      | 5.9      |

## Інвестиції
Нещодавно потоки прямих іноземних інвестицій (ПІІ) змінилися з ЄС на японську централізовану на потік з Японії до ЄС. У 2006 році ЄС інвестував 16,2 млрд євро, а Японія деінвестувала 1,6 мільярд євро. На кінець 2009 року 5,0% обсягу вхідних ПІІ в ЄС надійшло з Японії, а 2,3% вивезених ПІІ з ЄС було в Японії. ЄС залучає найбільшу частину японських інвестицій: 78 мільярдів євро в інвестиційні акції. Детальніше дивіться в таблиці нижче:
| Напрямок                      | 2008 рік | 2009 рік | 2010 рік | 2011 рік |
| ----------------------------- | -------- | -------- | -------- | -------- |
| ПІІ ЄС до Японії мільярд євро | 1,726    | 1,301    | −1,785   | 2,360    |
| ПІІ Японії до ЄС мільярд євро | 2,324    | 2,607    | 2,952    | 12.068   |

Ведення бізнесу та інвестування в Японії може бути складним для європейських компаній, і між двома сторонами виникли певні торгові суперечки. Однак сповільнення японської економіки спонукало її більше відкритися для бізнесу та інвестицій ЄС. Працюючи над зменшенням торговельних бар’єрів, основна увага приділяється відкриттю інвестиційних потоків.

## Організації
Представництво Європейського Союзу в Японії, офіційне дипломатичне представництво та Європейська ділова рада в Японії (EBC) базуються в Токіо.